# Prhci
Prhci su naselje u Hrvatskoj u sastavu Grada Čabra. Nalaze se u Primorsko-goranskoj županiji. 

## Zemljopis
Zapadno-sjeverozapadno su Sokoli, sjeverozapadno je Selo, sjeverno-sjeverozapadno je Tršće, sjeverno-sjeveroistočno je Kraljev Vrh, sjeveroistočno su Okrivje i Kamenski Hrib, istočno je Plešce, jugoistočno su Požarnica, Podstene, Smrečje i Mali Lug, južno su Vode, jugozapadno su Pršleti.

## Stanovništvo
| broj stanovnika | 29    | 32    | 23    | 24    | 15    | 25    | 30    | 34    | 25    | 30    | 26    | 28    | 25    | 16    | 11    | 12    | 8     |
|                 | 1857. | 1869. | 1880. | 1890. | 1900. | 1910. | 1921. | 1931. | 1948. | 1953. | 1961. | 1971. | 1981. | 1991. | 2001. | 2011. | 2021. |